# Профессор Фринк
Профессор Джонатан Нерделбаум Ай. Кью. Фринк-младший (англ. Professor Jonathon Nerdelbaum I. Q. Frink, Jr) — персонаж мультсериала «Симпсоны». Он назван в честь Джона Фринка — сценариста и продюсера сериала.

## Информация о персонаже
Профессор Джон Фринк — местный, немного сумасшедший учёный, озвученный Хэнком Азариа. В некоторых неканонических источниках и в нескольких эпизодах намекается на то, что профессор — канадский еврей. Как бы то ни было, в возрасте восьми лет он учился в Спрингфилдской начальной школе. Когда Хэнк Азариа начал озвучивать персонажа, он по собственному усмотрению подражал Джерри Льюису в роли Чокнутого профессора, поэтому мультипликаторы решили придать Фринку больше пародийного сходства с ним. Фринк утверждает, что обладает IQ, равным 197 пунктам, это теоретически делает его одним из шести людей с наивысшим IQ на планете. Он является членом Спрингфилдского отделения Менса. Возможно, Фринк страдает от синдрома Аспергера — мягкой формы аутизма. Джон имеет научную степень по гиперболической топологии, об этом упоминалось в эпизоде «Treehouse of Horror VI», когда Гомер Симпсон попал в третье измерение (но выпуски, посвящённые Хэллоуину, не являются каноническими). Он очень любит флаббер, вымышленный материал из фильма «Флаббер» с Робином Вильямсом, добавляющий прыгучесть его владельцу. У Фринка есть обувь с флаббером для игры в баскетбол. Профессор Фринк — изобретатель, он изобрел множество удивительных вещей (правда большинство из них работали не так, как он задумал), среди них устройство для поиска Лох-несского чудовища. Обычно при изобретении он использует свой любимый метод, который заключается в объединении двух уже существующих вещей, например, наушники в виде гамбургеров. Некоторые изобретения Фринка работают лучше, чем другие (автонаборщик телефонного номера), а некоторые хуже (как, например, радиоуправляемый самолет, позволяющий детям летать под контролем родителей). У Фринка плохие отношения со своим отцом (озвучен Джерри Льюисом). Фринк упомянул, что когда они вместе, то ведут себя как: «позитрон с антинейтрино». Фринк-старший, по словам своего сына, был из тех ученых, кто: «днем работал над созданием атомной бомбы, ночью спал с Мэрилин Монро, а за ланчем продавал секреты русским». В неканоническом эпизоде «Treehouse of Horror XIV» Фринк оживляет отца, но тот начинает убивать людей, и Фринку-младшему приходится уничтожить собственного отца сразу после получения Нобелевской премии по физике. В этом же эпизоде упоминается, что их общее среднее имя — «Нерделбаум».
У Джона есть жена (хотя в поздних эпизодах они не живут вместе или разведены) и маленький сын, который в точности похож на отца и повторяет все движения за ним.
В эпизоде «Future-Drama», в котором показано возможное будущее через восемь лет, в лаборатории можно увидеть скелет повесившегося, в профессорских халате и очках. Очевидно, что исчезновение Фринка прошло незамеченным для его семьи и друзей. Однако в другом эпизоде, рассказывающем о возможном будущем, «Lisa's Wedding», можно увидеть Фринка живым и здоровым, руководящим командой учёных, пытающихся залечить семнадцать ножевых ранений мистера Бёрнса.
Из-за любви к науке он зачастую отказывается от свиданий и встреч с представительницами противоположного пола. Яркий пример этого можно увидеть в серии «Replaceable You».
В пятом эпизоде тринадцатого сезона «The Blunder Years» Фринка с помощью гипноза превратили в дамского угодника, и он тут же познакомился с молодой официанткой, однако, гипнотизёр щелчком пальцев возвратил его в обычное состояние.